# Хитмэн
«Хитмэн» (англ. Hitman) — экшн-триллер 2007 года режиссёра Ксавье Жанса по сценарию Скипа Вудса и Лоуиса Пьера Бруно. Фильм совместного производства Франции, США и Великобритании. Кинолента является адаптацией одноимённой серии видеоигр. Главную роль исполнил Тимоти Олифант.
Фильм вышел в прокат США 21 ноября 2007 года. Российская премьера состоялась 29 ноября 2007 года.

## Сюжет
Агент 47 нанят для убийства президента России Беликова. Задание выполнено успешно: снайперская пуля со строящегося небоскрёба точно поражает цель. Однако оплата задерживается: таинственный заказчик требует убийства свидетельницы — русской проститутки Ники Ворониной. К несчастью, это лишь предлог, чтобы убить киллера и замести следы. Тем временем СМИ сообщают, что Беликов лишь ранен. Хитмэн понимает, что это двойник. Агент 47 пытается выйти на заказчиков и довести миссию до конца, убив двойника президента. Жизнь и перемещения киллера осложняет как Интерпол, так и ФСБ. Агент 47 обращается за помощью к агенту Смиту из ЦРУ и в обмен за помощь убивает брата Беликова — Бориса, чтобы выйти на свою жертву на похоронах. Финальный бой развёртывается в старинном православном соборе, где агент 47 убивает двойника президента Беликова. Киллера арестовывает Интерпол, однако внезапно ему помогают агенты ЦРУ, которые выигрывают время, чтобы главный герой успел сбежать. В последней сцене герой делает великодушный жест: покупает своей спутнице Нике виноградник и устраняет киллера, который получил заказ на неё.

## В ролях
| Актёр                 | Роль                                           |
| --------------------- | ---------------------------------------------- |
| Тимоти Олифант        | Агент 47                                       |
| Дугрей Скотт          | Майк Уиттье, агент Интерпола                   |
| Ольга Куриленко       | Ника Воронина                                  |
| Роберт Неппер         | Юрий Марков, агент ФСБ                         |
| Ульрих Томсен         | Михаил Беликов, Президент Российской Федерации |
| Генри Йен Кьюсик      | Борис (Удре) Беликов                           |
| Михаэль Оффей         | Дженкинс                                       |
| Джеймс Фолкнер        | Смит Джеймисон                                 |
| Эрик Эбуане           | Бвана Ови                                      |
| Джо Шеридан           | капитан милиции Санкт-Петербурга Гуднаев       |
| Кристиан Эриксон      | генерал Кормаров                               |
| Асен Блатечки         | водитель-сотрудник ФСБ                         |
| Десислава Бакарджиева | новостной репортёр                             |
| Лиза Джейкобс         | Диана Бернвуд (голос)                          |

## Создание
В феврале 2003 года компании Eidos и IO Interactive, создатели игры «Hitman», начали переговоры с голливудскими студиями о её киноадаптации. 20th Century Fox в конечном счёте получили права на съёмки и наняли сценариста и продюсера кинокомпании 1.One Way Films Лоуиса Пьера Бруно для разработки идеи и сюжета, на основании которых Скип Вудс написал сценарий. Год спустя между 20 Century Fox и 1.One Way Films был заключён производственный договор. 
Изначально на главную роль был выбран Вин Дизель, исполнительный продюсер фильма, однако в декабре 2006 года он отказался. Затем появилась информация, что агента 47 может сыграть Тимоти Олифант, хотя он сам не подтверждал это. В январе 2007 года Олифант был официально утверждён, а режиссёром стал Ксавьер Генс. В марте 2007 года к актёрскому составу присоединились Дугрей Скотт, Ольга Куриленко, Роберт Неппер, Ульрих Томсен и Михаэль Оффей. 
Съёмки начались 27 марта 2007 года в Софии (Болгария) и продолжались 12 недель. Дополнительные работы над фильмом проходили в Лондоне, Стамбуле, Санкт-Петербурге и Кейптауне.

## Маркетинг
Первый рекламный ролик фильма дебютировал с фильмом «Крепкий орешек 4.0» 27 июня 2007 года, в котором Олифант сыграл роль злодея.

## Приём
Фильм окупился в прокате (кассовые сборы составили $100 млн), но был разгромлен кинокритиками: Rotten Tomatoes — 14 %, Metacritic — 35 %.
Восприятие фильма фанатами игры было в основном отрицательное, критике подвергся главный герой, внешностью и поведением слабо напоминающего агента 47, а также сюжет, который не стыкуется с игровым. В 2020 году журнал Maxim поставил фильм на 4-е место в списке «12 самых бредовых фильмов про Россию», назвав фильм «сплошным душевным расстройством, особенно для фанатов игры».

## Отменённый сиквел и последующий перезапуск
Вскоре после выхода фильма 20th Century Fox наняла Кайла Уорда для создания сценария для сиквела. Дэниэл Альтер, Адриан Аскариа и Чак Гордон должны были вернуться в качестве продюсеров. Американский актёр Дэвид Хесс, умерший в октябре 2011 года, должен был сыграть неназванную роль. Даниэль Бенмайор подписал контракт на режиссирование сиквела. Тимоти Олифант заявил, что не был заинтересован в возвращении к роли агента 47 и снялся в оригинальном фильме только для того, чтобы заплатить за свой новый дом в связи с внезапной отменой сериала «Дедвуд».
5 февраля 2013 года стало известно, что готовящийся сиквел отменён, а проект изменён на перезапуск с названием «Хитмэн: Агент 47». Главную роль должен был исполнить Пол Уокер, но актёр погиб 30 ноября 2013 года. Сценарий был написан Скипом Вудсом и Майком Финчем. Первоначально съёмки должны были пройти летом 2013 года в Берлине и Сингапуре. 9 января 2014 года стало известно, что Руперт Френд вёл переговоры на главную роль. 31 января 2014 года было объявлено, что Закари Куинто сыграет неназванного персонажа. 6 февраля 2014 года стала известна информация, что Ханна Уэр исполнит главную женскую роль. 19 февраля 2014 года начались съёмки с Френдом в роли Агента 47.

## Саундтрек
| №                   | Название                           | Исполнитель         | Длительность |
| ------------------- | ---------------------------------- | ------------------- | ------------ |
| 1.                  | «Ave Maria»                        |                     | 2:01         |
| 2.                  | «I Take Out the Trash»             |                     | 2:23         |
| 3.                  | «The Belicoff Assassination»       |                     | 2:24         |
| 4.                  | «Roses for Nika»                   |                     | 3:09         |
| 5.                  | «Random Complication»              |                     | 2:52         |
| 6.                  | «New Suit»                         |                     | 1:17         |
| 7.                  | «Train Station (Bite Your Tongue)» |                     | 4:36         |
| 8.                  | «Instanbul»                        |                     | 1:45         |
| 9.                  | «Table 26»                         |                     | 2:25         |
| 10.                 | «Best Laid Plans»                  |                     | 1:38         |
| 11.                 | «Undress Me»                       |                     | 2:42         |
| 12.                 | «I Need You to Die»                |                     | 2:10         |
| 13.                 | «My Number Is 47»                  |                     | 2:27         |
| 14.                 | «Trust Unto God (Udre's Funeral)»  |                     | 2:22         |
| 15.                 | «Rubber Duckie»                    |                     | 1:32         |
| 16.                 | «Righteous Buttkicking»            |                     | 2:11         |
| 17.                 | «Dénouement»                       |                     | 3:32         |
| 18.                 | «I'm Your Hitman»                  | Empire              | 4:09         |
| Общая длительность: | Общая длительность:                | Общая длительность: | 45:35        |